# Trachea diffusa
Trachea diffusa är en fjärilsart som beskrevs av Arnold Spuler 1906. Trachea diffusa ingår i släktet Trachea och familjen nattflyn. Inga underarter finns listade i Catalogue of Life.